# Marcus Caduff
Marcus Caduff (* 1973; heimatberechtigt in Lumnezia) ist ein Schweizer Politiker (Die Mitte). Seit 2019 sitzt er im Regierungsrat des Kantons Graubünden, wo er dem Departement für Volkswirtschaft und Soziales vorsteht. Im Jahr 2025 amtet er als Regierungspräsident.

## Werdegang

### Ausbildung
Marcus Caduff absolvierte die Handelsmittelschule Surselva in Ilanz und erlangte das Handelsdiplom. Anschliessend besuchte er das Gymnasium der Bündner Kantonsschule in Chur. An der ETH Zürich schloss er das Studium der Agronomie mit Vertiefung in Agrarwirtschaft ab. Weiterbildungen umfassen ein Nachdiplomstudium in Betriebs- und Produktionswissenschaften sowie einen Zertifikatskurs für Führungsverantwortliche im Gesundheitswesen an der Universität St. Gallen.
Beruflich sammelte Caduff Erfahrungen in der Privatwirtschaft, unter anderem als Unternehmensentwickler bei der Flughafen Zürich AG. Zudem leitete er als CEO (Vorsitzender der Geschäftsleitung) das Regionalspital Surselva und war Leiter der Unternehmensentwicklung am Kantonsspital Graubünden.

### Politische Tätigkeiten
Seine politische Laufbahn begann Marcus Caduff als Präsident der CVP Lumnezia/Lugnez (2004–2018) und der CVP Surselva (2005–2010). Von 2006 bis 2018 war er Mitglied des Grossen Rates des Kantons Graubünden, wo er von 2010 bis 2018 als Fraktionspräsident der CVP tätig war. Während seiner Amtszeit war er unter anderem Mitglied der Geschäftsprüfungskommission (2008–2010) und der Kommission für Wirtschaft und Abgaben (2010–2018). Am 10. Juni 2018 wurde Caduff in den Regierungsrat gewählt.

### Privates
Marcus Caduff ist verheiratet und Vater zweier Töchter. Er lebt in Morissen und Domat/Ems.